# Neunkirchen-lès-Bouzonville
Neunkirchen-lès-Bouzonville é uma comuna francesa na região administrativa de Grande Leste, no departamento de Mosela. Estende-se por uma área de 3,8 km². Em 2010 a comuna tinha 347 habitantes (densidade: 91,3 hab./km²).